# Казимиров, Владимир Николаевич
Владимир Николаевич Казимиров (12 августа 1929, Москва — 19 апреля 2024) — советский и российский дипломат. Чрезвычайный и полномочный посол в отставке. Заслуженный работник дипломатической службы Российской Федерации (2014).

## Биография
В 1953 году окончил МГИМО, а в 1962 году — Высшую дипломатическую школу МИД СССР.
В 1953—1954 годах — сотрудник консульства СССР в Дебрецене (ВНР).
В 1954—1959 годах — сотрудник посольства СССР в Венгрии. С 1955 секретарь комитета ВЛКСМ посольства. Член КПСС (1957—1991).
В 1959—1960 годах и в 1962—1963 годах — сотрудник центрального аппарата МИД СССР.
В 1963—1966 годах — первый секретарь посольства СССР в Бразилии.
В 1966—1971 годах — на ответственной работе в центральном аппарате МИД СССР.
В 1971—1975 годах — чрезвычайный и полномочный посол СССР в Коста-Рике.
В 1975—1980 годах — чрезвычайный и полномочный посол СССР в Венесуэле и по совместительству — в Тринидаде и Тобаго.
В 1980—1981 годах — заместитель заведующего, а с 1981 года — заведующий I Латиноамериканским отделом МИД СССР.
В 1987—1990 годах — чрезвычайный и полномочный посол СССР в Анголе.
В 1990—1992 годах — начальник Управления стран Африки МИД СССР.
В 1992—1996 годах — руководитель посреднической миссии России, полномочный представитель Президента Российской Федерации по Нагорному Карабаху и сопредседатель Минской группы ОБСЕ от России. По словам бывшего главы МИД Азербайджана Тофика Зульфугарова, был отозван с этой должности по требованию президента Азербайджана Гейдара Алиева.
В июле 1996 года был назначен чрезвычайным и полномочным послом Российской Федерации в Республике Коста-Рике и Республике Гватемале по совместительству.
14 октября 1999 года освобождён от должности в связи с уходом на пенсию.
После ухода на пенсию активно публиковался и давал интервью на тему урегулирования армяно-азербайджанского конфликт вокруг Нагорного Карабаха. Неоднократно обвинял Азербайджан в неконструктивности и возлагал на него ответственность за срыв переговоров. В Азербайджане обвинялся в предвзятости и критиковался за проармянские взгляды, сам эти обвинения отвергал.
С 2011 по 2016 год – председатель Совета ветеранов МИД России. С 2018 года состоял в совете «Лазаревского клуба» — организации, возглавляемой депутатом Госдумы Константином Затулиным и декларирующей своей целью «упрочение взаимного доверия и союзнического взаимодействия народов России и Армении».
Умер 19 апреля 2024 года в возрасте 94 лет. Похоронен на Троекуровском кладбище.

## Награды
- Орден «За заслуги перед Отечеством» IV степени (1996 год)
- 2 ордена Трудового Красного Знамени (1957 год и 1989 год)
- Орден Дружбы народов (1979 год)
- Орден «Знак Почёта» (1971 год)
- несколько медалей
- Знак отличия «За безупречную службу» XL лет (2000 год)
- Заслуженный работник дипломатической службы Российской Федерации (2014 год)
- Почётная грамота Президента Российской Федерации (2019 год)
- Орден Почёта (Армения, 26 октября 2015 года) — за личный вклад в укрепление армяно-российских дружественных связей, подготовку дипломатических кадров, углубление и совершенствование знаний, по случаю III Международной конференции иностранных дел Российской Федерации, проведённой в Ереване выпускниками Московского государственного института международных отношений (университета)[21]
- Серебряный орден Компаньонов О. Р. Тамбо (ЮАР, 21 декабря 2015 года)[22]